# جنیری
جنیری (به لاتین: Genieri) یک منطقهٔ مسکونی در گامبیا است که در Lower River Division واقع شده‌است. جنیری ۶۹۴ نفر جمعیت دارد.